# 瑙拉

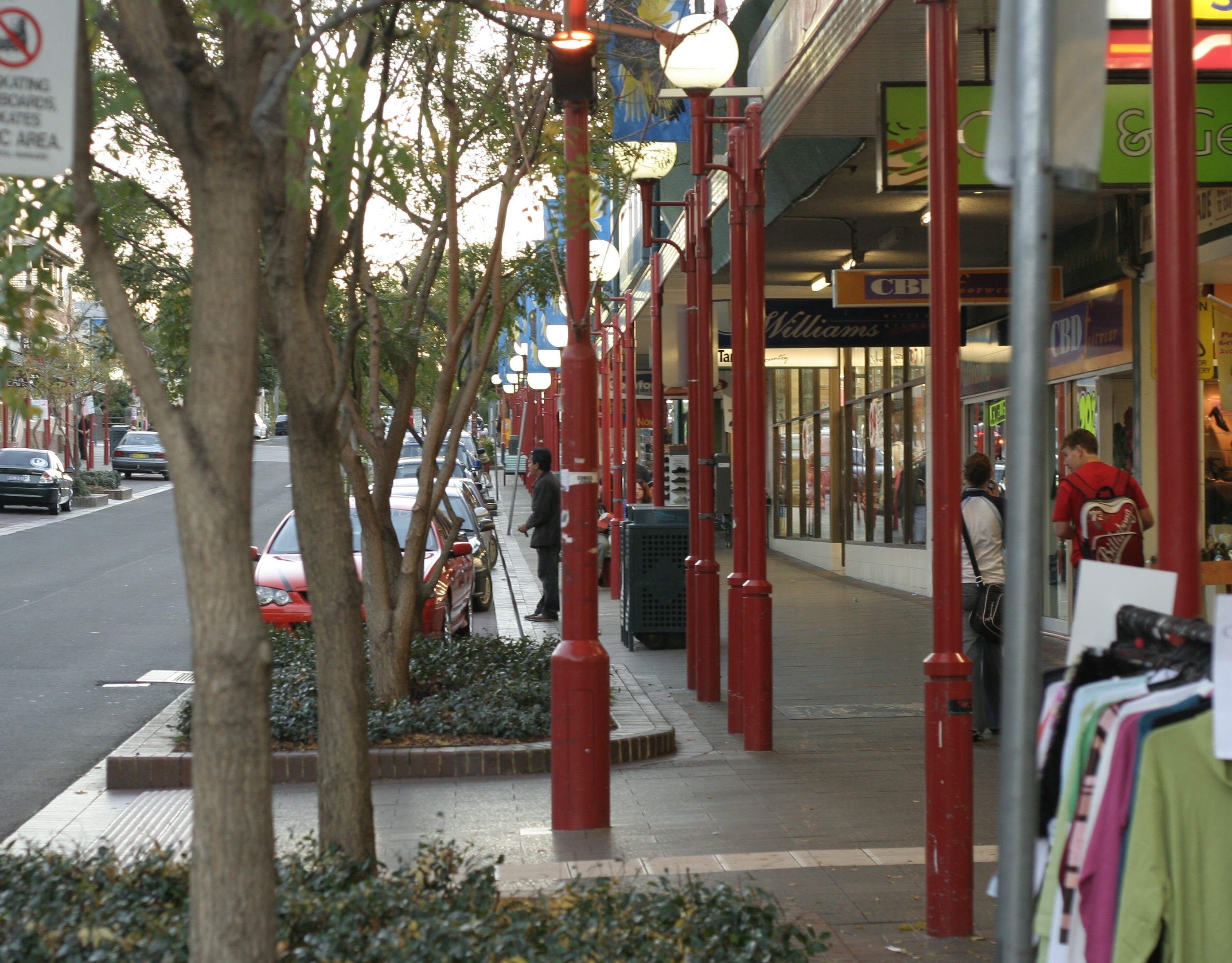
市中心街道——Junction Street

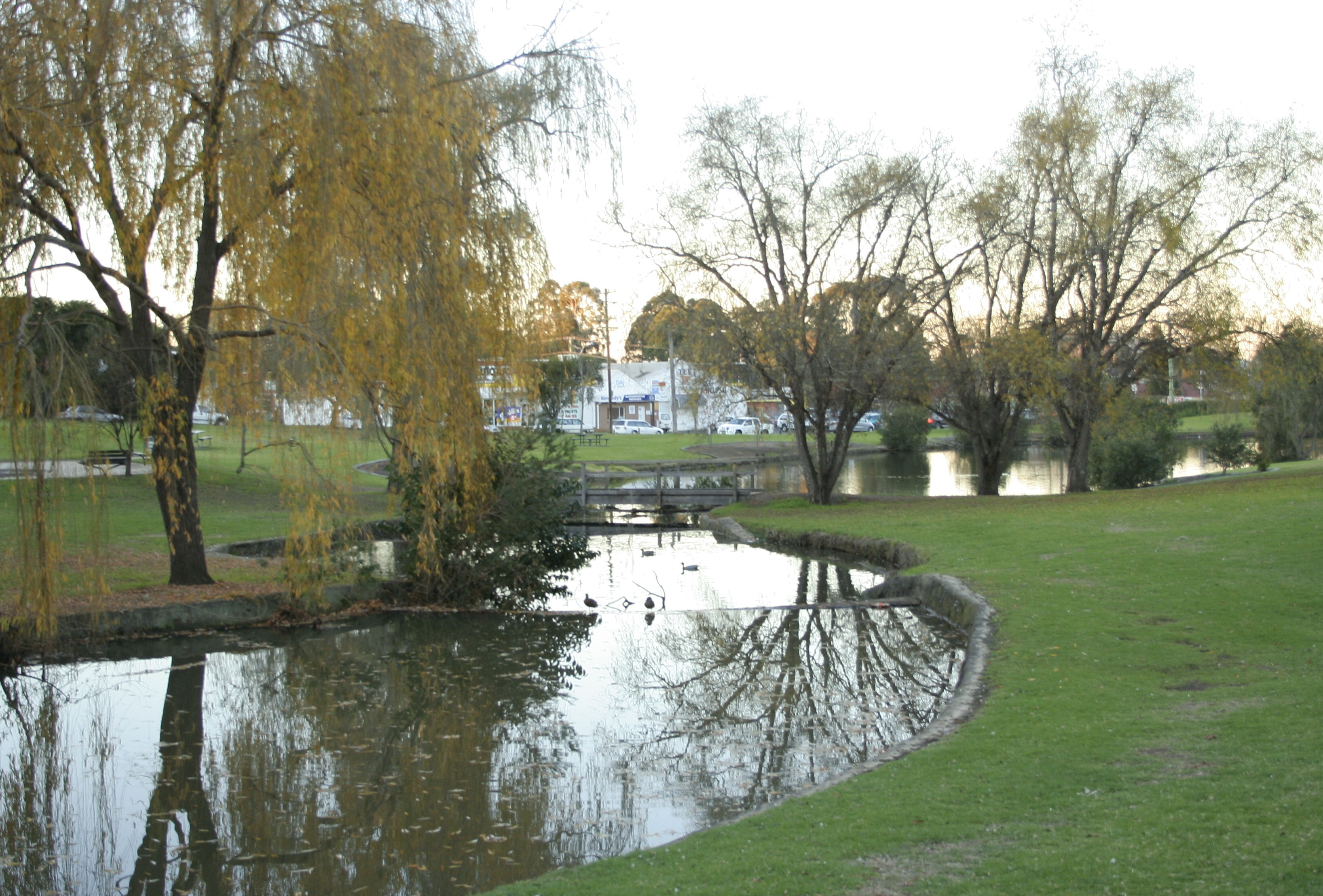
市中心公园——Marriott Park

瑙拉，也译作诺拉，是个位於雪梨以南偏西117公里處(行车距离160公里)的市(官方定义其为“city”)，人口约二万五千。
它位處新南威爾斯州的農業地帶，经济活动以乳業和旅游业為主；附近有州立森林園區，因此在雪梨和坎培拉市民眼中，是休閒和渡假的好去处。镇中心的公园“Marriott Park”设有多种设施，适用于各样活动。
词语“Nowra”源於澳大利亞原住民語nou-woo-ro，意為「黑鸚鵡」或「紮營地」。

## 地理及行政
瑙拉乃行政区域肖尔黑文市之商务核心。它位处肖尔黑文河南岸。
它與该河北岸的博马德里镇在土地发展和经济生产等方面关系十分密切，常被合称“Nowra-Bomaderry”并一同规划处理。
有数个以“Nowra”命名的其他行政区域与之相接。它们是“North Nowra(北瑙拉)”、“South Nowra(南瑙拉)”、“West Nowra(西瑙拉)”和“Nowra Hill(瑙拉山)”。